# 車站河邊街站
車站河邊街站（法語：Quai de la Gare）是一個位於法國巴黎十三區的巴黎地鐵6號線車站，位於車站河邊街及文森特·奧里奧爾林蔭路交界。
此站於1909年3月1日連通原初6號線由意大利廣場站至民族站段啟用（當時一部分為5號線，於1942年10月12日轉交6號線。車站的取名「車站河邊街」位於塞納河南岸，1770年開設了碼頭服務硝石庫慈善醫院。鄰近為車站屏障，作為總稅牆一部分以收稅的門，在1784至1788年間興建，但於1819年拆除。此站鄰近法國經濟財政部及巴黎貝爾西體育館。

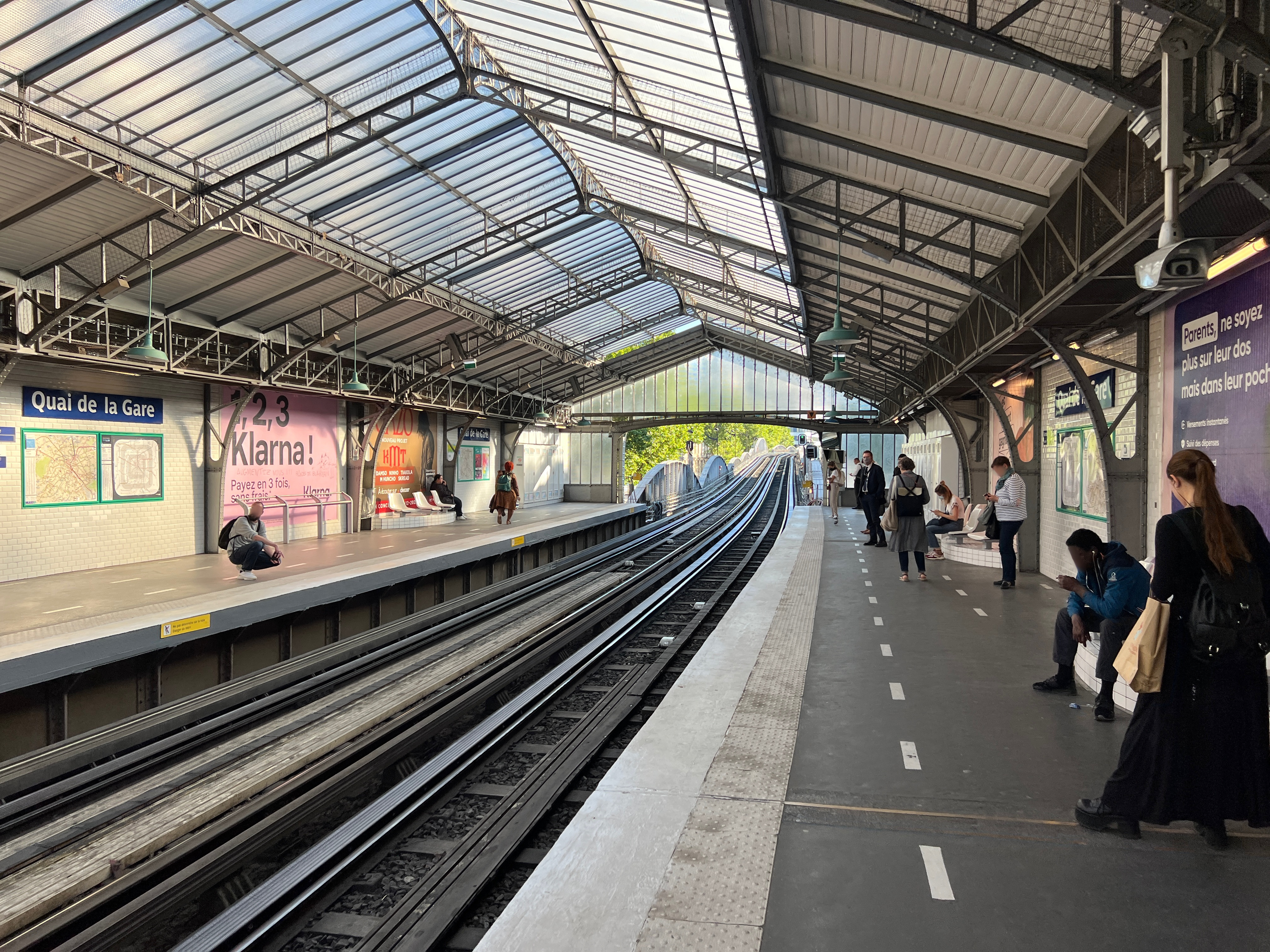
月台（2022年7月）

## 車站結構
| 月台層 | 側式月台，右側開門 | 側式月台，右側開門         |
| 月台層 | 西行               | 往夏爾·戴高樂-星形（騎士） |
| 月台層 | 東行               | 往民族（貝爾西）           |
| 月台層 | 側式月台，右側開門 |                            |
| 1F     | 月台連接夾層       |                            |
| 街道層 |                    |                            |